# 臺灣斑翅大蚜
臺灣斑翅大蚜（学名：Lachnus nigripes）为大蚜科櫟大蚜屬下的一个种。其种加词“nigripes”意为“黑足的”。